# Hatifnate

Dibujo de un Hatifnate.

Los hatifnates (en sueco: hattifnattar, en finés: hattivatit) son criaturas ficticias creadas por Tove Jansson, pertenecientes al universo de Mumin. Toman especial relevancia en el libro El sombrero mágico, pese a que son asiduos en los relatos de Jansson desde la primera entrega de la saga.